# Nachal Gefet
Nachal Gefet (hebrejsky: נחל גפת) je vádí v severním Izraeli, v pohoří Gilboa a v Charodském údolí.
Začíná v nadmořské výšce okolo 300 metrů v severovýchodní části pohoří Gilboa, v prostoru mezi vrcholy Har Gefet, Har Jicpor a Har Achina'am. Směřuje pak k východu a prudce klesá po částečně zalesněných svazích pohoří Gilboa směrem do zemědělsky využívaného Charodského údolí. V něm potom jižně od vesnice Nir David ústí zprava do vádí Nachal Šokek.